# Между ним и мной
«Между ним и мной» (малаял. അയാളും ഞാനും തമ്മിൽ, Ayalum Njanum Thammil) — индийский малаяламоязычный фильм 2012 года режиссёра Лала Джозе с Притхвираджем и Пратапом Потхеном в главных ролях.

## О фильме
Сценарий фильма написан братьями Бобби и Санджаем (Bobby and Sanjay), а источником вдохновения стал фильм «Красная борода» режиссёра Акиры Куросавы.
«Между ним и мной» рассказывает историю отношений опытного врача с его юным и безалаберным коллегой, при этом фильм затрагивает множество вопросов, начиная с использования некачественных медикаментов, врачебной этики, заканчивая темами, как низко может пасть человек, и можно ли ещё его спасти добротой, если он забыл о чести и морали.
Фильм был хорошо принят и критиками и зрителями.

## В ролях
- Притхвирадж — доктор Рави Тхаракан
- Пратап Поттан — доктор Самюэль
- Нараин[англ.] — доктор Вивек
- Самврута Сунил[англ.] — Сайну, невеста Рави
- Ремия Намбисан[англ.] — доктор Суприя
- Рима Каллингал[англ.] — Дия
- Салим Кумар[англ.] — Томачан
- Свасика[англ.] — Ниту
- Прем Пракаш[англ.] — Томас Тхаракан
- Калабхаван Мани — полицейский Пурушотаман

## Саундтрек
| №  | Название                                      | Исполнители                    | Длительность |
| -- | --------------------------------------------- | ------------------------------ | ------------ |
| 1. | «Azhalinte Azhangalil»                        | Никхил Мэтью                   | 5:39         |
| 2. | «Januvariyil»                                 | Виджай Йесудас, Франко, Cicily | 4:54         |
| 3. | «Thulli Manjinullil»                          | Гаятри                         | 5:00         |
| 4. | «Thulli Manjinullil» (мужская версия)         | Наджим Аршад                   | 4:55         |
| 5. | «Azhalinte Azhangalil» (женская версия)       | Абхирами Аджа                  | 5:38         |
| 6. | «Thulli Manjinullil Karaoke» (Instrumental)   |                                | 5:00         |
| 7. | «Januvariyil Karaoke» (Instrumental)          |                                | 4:54         |
| 8. | «Azhalinte Azhangalil Karaoke» (Instrumental) |                                | 5:39         |

## Премии
Kerala State Awards:
- Лучший популярный фильм
- Лучший режиссёр — Лал Джозе
- Лучший актёр — Притхвирадж
- Лучший комедийный актёр — Салим Кумар